# Fontella Bass
Pour les articles homonymes, voir Bass.
Fontella Bass, née le 3 juillet 1940 à Saint-Louis (Missouri) et morte le 26 décembre 2012 dans cette ville, est une chanteuse de jazz, de soul, de rhythm and blues américaine.

## Biographie

### Jeunesse et formation
Fontanella Bass, est la fille d'une chanteuse de gospel Martha Bass, elle débute dans le groupe de gospel de sa mère, les Ward Singers, puis à l'adolescence elle est prise par la vague du rhythm and blues et se sépare du gospel traditionnel pour entrer comme pianiste en 1962 dans l'orchestre du guitariste de blues Little Milton dirigé par Oliver Sain.

### Carrière
De pianiste elle devient chanteuse et enregistre peu après ses premiers disques avec Tina Turner. Elle chante en 1964 avec Bobby McClure (en), puis s'oriente vers la soul music et sort en septembre 1965 un hit Rescue Me (Fontella Bass song) (en)
En 1965, le trompettiste de jazz et cofondateur de l'Art Ensemble of Chicago Lester Bowie devient son directeur musical et son époux,.
Elle enregistre à Paris à la fin des années 1960 avec l'Art Ensemble of Chicago.
Dans les années 1970, de retour aux États-Unis, elle enregistre quelques faces soul puis plus tard quelques autres avec sa mère Martha Bass..
Elle apparaît ensuite, au début des années 2000, notamment sur 2 titres phares, de l'album Every Day de style nu jazz du groupe Cinematic Orchestra.

### Vie personnelle
En 1965, elle épouse le trompettiste et compositeur de jazz afro-américain Lester Bowie, le couple divorce en 1978,,.
Fontella Bass décède des suites d’un infarctus le 26 décembre 2012 à Saint-Louis dans le Missouri à l’âge de 72 ans,.
Après les funérailles célébrées sur le campus Lindbergh de l'église Shalom de Saint Louis, sa dépouille est incinérée et les cendres sont remises à ses proches,.

## Discographie

### Albums
| Année | Album                                                 |
| ----- | ----------------------------------------------------- |
| 1966  | The New Look                                          |
| 1970  | Les Stances a Sophie avec the Art Ensemble of Chicago |
| 1972  | Free                                                  |
| 1980  | From the Root to the Source                           |
| 1992  | Rescued: The Best of Fontella Bass                    |
| 1995  | No Ways Tired                                         |
| 1996  | Now That I Found a Good Thing                         |
| 2001  | Travelin                                              |

### Singles
| Année | Single                                              | US R&B Singles | US Pop Singles | UK Singles |
| ----- | --------------------------------------------------- | -------------- | -------------- | ---------- |
| 1965  | "Don't Mess Up a Good Thing" avec Bobby McClure     | 5              | 33             | -          |
| 1965  | "You'll Miss Me (When I'm Gone)" avec Bobby McClure | 27             | 91             | -          |
| 1965  | "Rescue Me"                                         | 1              | 4              | 11         |
| 1966  | "Recovery"                                          | 13             | 37             | 32         |
| 1966  | "I Can't Rest" / "I Surrender"                      | 31 33          | - 78           | -          |
| 1966  | "You'll Never Ever Know" / "Safe and Sound"         | 34 -           | - 100          | -          |
| 1967  | "Lucky In Love"/"Sweet Lovin' Daddy"                | -              | -              | -          |